# Лорі Скотт
Лоуренс Скотт (англ. Lawrence Scott, 23 квітня 1917, Шеффілд — 7 липня 1999, Барнслі) — англійський футболіст, що грав на позиції захисника, зокрема, за клуб «Арсенал», а також збірну Англії. По завершенні ігрової кар'єри — тренер.
Дворазовий чемпіон Англії. Володар Кубка Англії. 

## Клубна кар'єра
Народився 23 квітня 1917 року в місті Шеффілд. Вихованець футбольної школи клубу «Бредфорд». Дорослу футбольну кар'єру розпочав 1935 року в основній команді того ж клубу, в якій провів два сезони, взявши участь у 39 матчах чемпіонату. 
Своєю грою за цю команду привернув увагу представників тренерського штабу клубу «Арсенал», до складу якого приєднався 1937 року. Відіграв за «канонірів» наступні чотирнадцять сезонів своєї ігрової кар'єри. За цей час двічі виборював титул чемпіона Англії, ставав володарем Кубка Англії.
Завершив професійну ігрову кар'єру у клубі «Крістал Пелес», за команду якого виступав протягом 1951—1952 років.

## Виступи за збірні
1946 року дебютував в офіційних матчах у складі національної збірної Англії. Протягом кар'єри у національній команді провів у її формі 17 матчів.
Був присутній в заявці збірної на чемпіонаті світу 1950 року у Бразилії, але на поле не виходив.
1950 року захищав кольори другої збірної Англії. У складі цієї команди провів 4 матчі.
| Дата       | Місто       | Господарі  | Результат | Гості      | Турнір             | Голи | Примітки |
| ---------- | ----------- | ---------- | --------- | ---------- | ------------------ | ---- | -------- |
| 28-9-1946  | Белфаст     | Ірландія   | 2 – 7     | Англія     | Домашній чемпіонат | -    |          |
| 30-9-1946  | Дублін      | Ірландія   | 0 – 1     | Англія     | товариський матч   | -    |          |
| 13-11-1946 | Манчестер   | Англія     | 3 – 0     | Уельс      | Домашній чемпіонат | -    |          |
| 27-11-1946 | Гаддерсфілд | Англія     | 8 – 2     | Нідерланди | товариський матч   | -    |          |
| 12-4-1947  | Лондон      | Англія     | 1 – 1     | Шотландія  | Домашній чемпіонат | -    |          |
| 3-5-1947   | Лондон      | Англія     | 3 – 0     | Франція    | товариський матч   | -    |          |
| 18-5-1947  | Цюрих       | Швейцарія  | 1 – 0     | Англія     | товариський матч   | -    |          |
| 27-5-1947  | Лісабон     | Португалія | 0 – 10    | Англія     | товариський матч   | -    |          |
| 21-9-1947  | Брюссель    | Бельгія    | 2 – 5     | Англія     | товариський матч   | -    |          |
| 18-10-1947 | Кардіфф     | Уельс      | 0 – 3     | Англія     | Домашній чемпіонат | -    |          |
| 5-11-1947  | Ліверпуль   | Англія     | 2 – 2     | Ірландія   | Домашній чемпіонат | -    |          |
| 19-11-1947 | Лондон      | Англія     | 4 – 2     | Швеція     | товариський матч   | -    |          |
| 10-4-1948  | Глазго      | Шотландія  | 0 – 2     | Англія     | Домашній чемпіонат | -    |          |
| 16-5-1948  | Турин       | Італія     | 0 – 4     | Англія     | товариський матч   | -    |          |
| 26-9-1948  | Копенгаген  | Данія      | 0 – 0     | Англія     | товариський матч   | -    |          |
| 9-10-1948  | Белфаст     | Ірландія   | 2 – 6     | Англія     | Домашній чемпіонат | -    |          |
| 18-11-1948 | Бірмінгем   | Англія     | 1 – 0     | Уельс      | Домашній чемпіонат | -    |          |
| Усього     |             | Матчів     | 17        |            | Голів              | 0    |          |

## Титули і досягнення
- Чемпіон Англії (2):

«Арсенал»: 1937-1938, 1947-1948
- Володар Кубка Англії (1):

«Арсенал»: 1949-1950